# Ausztria szőlő- és borgazdasága

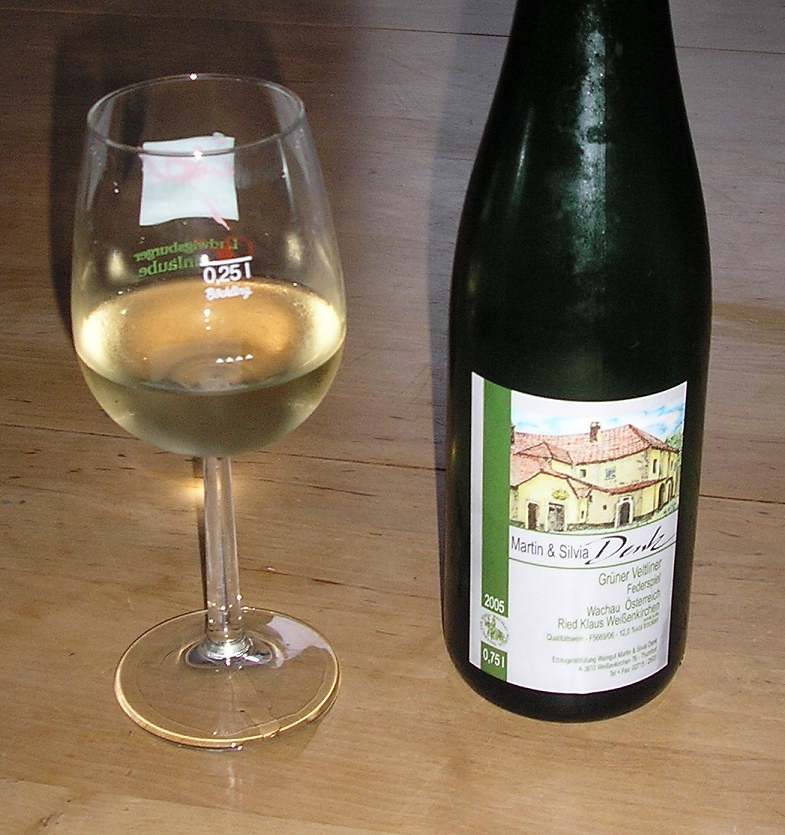
A zöld vetelini bora

Ausztria szőlő- és borgazdasága a kelta időktől eredeztethető>; ők 3000 évvel ezelőtt kezdtek szőlőt ültetni a Bécsi-medencében. A szőlőtermő terület a 2020-as években 50 000 ha, amit az alábbi borrégiókra osztanak:
- burgenlandi borrégió
- alsó-ausztriai borrégió
- Carnuntum borrégió (más beosztás szerint borvidék; lásd alább)
- Kremstal borrégió
- Wachau borrégió.[1]

Az országa legfontosabb borvidékei Alsó-Ausztriában (Niederösterreich, tehát a keleti határvidéken, az Alpok lábainál) találhatók; a legjobbak Burgenlandban és Stájerországban (Steiermark), illetve Bécs városában.
Ennek ellenére a világ élmezőnyéhez sorolják őket. Ez elsősorban azoknak a radikális intézkedéseknek köszönhető, amelyeket az 1985-ös glikol-botrány (dietilén-glikol fagyálló folyadékkal „javították fel” savanykás ízű boraikat) után vezettek be. A határozott és nagyon szigorú szabályozás teljesen visszaszorította a borhamisítást. Azóta is sok állami pénzt költenek marketingre és szakmai továbbképzésre. Sok fiatal borász ment külföldre tanulni. Az újvilági hatás mind a pincészetek felépítésén, mind a borok stílusán jól észrevehető.
Molnár Ákos, a Soproni Borvidék Hegyközségének elnöke szerint az osztrák borok sikerének fő tényezői:
- az egységes és következetes, többlépcsős marketing,
- a kistermelők szövetkezései.[2]